# سلالة تشولا الحاكمة
كانت سلالة تشولا الحاكمة (بالإنجليزية: Chola dynasty) سلالة حاكمة تاميلية من جنوب الهند، وواحدة من أطول السلالات حكمًا في تاريخ العالم. يتمثل أقدم مرجع قابل للتأريخ لسلالة تشولا في نقوش تعود إلى القرن الثالث قبل الميلاد تركها أشوكا، الذي ينتمي إلى الإمبراطورية الماورية (مرسوم أشوكا الصخري الرئيسي رقم 13). وبوصفها واحدة من سلالات الملوك المتوجين الثلاثة، إلى جانب سلالتي تشيرا وبانديا، ظلت سلالة تشولا تحكم أقاليم متنوعة حتى القرن الثالث عشر للميلاد. وعلى الرغم من المنشأ العتيق للسلالة، لم يكن من المناسب الحديث عن «إمبراطورية تشولا» قبل فترة حكام تشولا القروسطيين في منتصف القرن التاسع للميلاد.
كانت الأرض الأساسية لحكام تشولا تقع في الوادي الخصيب لنهر كافيري، غير أنهم بسطوا حكمهم على منطقة أوسع بشكل معتبر في أوج قوتهم منذ النصف الثاني من القر التاسع حتى بدايات القرن الثالث عشر. وُحدت جميع الأراضي الواقعة إلى الجنوب من نهر تونغابادرا واعتُبرت دولة واحدة لفترة امتدت على ثلاثة قرون أو أكثر بين عامي 907 و1215 م. خلال حكم راجاراجا تشولا الأول وخلفائه راجيندرا تشولا الأول وراجاديراجا تشولا وفيراراجيندرا تشولا وكولوتونغا تشولا الأول، شكلت السلالة قوة عسكرية واقتصادية وثقافية في جنوب آسيا وجنوب شرقها. وقد أعلِن عن قوة الإمبراطورية الجديدة للعالم الشرقي عن طريق الحملة التي تولاها راجيندرا تشولا الأول إلى نهر الغانج، إضافة إلى الغارات البحرية على مدن دولة مدينة سريفيجايا والبعثات المتكررة إلى الصين. ومثل أسطول تشولا ذروة القوةَ البحرية في الهند القديمة.
خلال الفترة الممتدة بين عامي 1010 و1153، امتدت أراضي تشولا من جزر المالديف في الجنوب لتتوغل شمالًا حتى تبلغ ضفاف نهر جودافاري في أندرا برديش. غزا راجاراجا تشولا شبه جزيرة جنوب الهند، وضم الأراضي التي تقوم عليها سريلانكا اليوم واحتل جزر المالديف. أما راجيندرا تشولا فقد أرسل حملة مظفرة إلى شمال الهند بلغت مشارف نهر الغانج وهزمت ماهيبالا، حاكم باتاليبوترا الذي ينتمي إلى إمبراطورية بالا، وقد نجح أيضًا في غزو مدن سريفيجايا وماليزيا وإندونيسيا. وبدأت سلالة تشولا الحاكمة بالانحدار مع بداية القرن الثالث عشر بنهوض سلالة بانديا الحاكمة، التي كانت سبب انهيار سلالة تشولا النهائي.
ترك حكام تشولا إرثًا راسخًا، فقد ولّدت مناصرتهم للأدب التاميلي وحماستهم لبناء المعابد أعمالًا عظيمة برزت في الأدب والعمارة التاميلية. كان ملوك تشولا بنائين شرهين لم يكتفوا بالنظر إلى المعابد في ممالكهم على أنها أماكن عبادة وحسب، بل اعتبروها مراكز للنشاط الاقتصادي أيضًا. وكانوا الرواد الأوائل لشكل من الحكومة المركزية إلى جانب إرسائهم لأسس بيروقراطية منضبطة. وقد امتد تأثير مدرسة تشولا الفنية ليبلغ جنوب شرق آسيا ويترك بصمته على العمارة والفن فيها.

## نشأتها
تُعرف سلالة تشولا أيضًا باسم سلالة تشودا، ويظهر الدليل على قِدم الاسم في وروده ضمن الأدب والنقوش التاميلية القديمة. خلال الأعوام المئة والخمسين الماضية، جمع المؤرخون معرفة معتبرة حول الموضوع من موارد متنوعة مثل الأدب السنغمي التاميلي القديم والموروث الشفهي والنصوص الدينية والمعابد ونقوش الصفائح النحاسية. ويكمن المصدر الرئيسي للمعلومات المتوفرة حول أوائل ملوك تشولا في الأدب التاميلي المبكر الذي يعود إلى العصر السنغمي. وتشير مواضع ذكر السلالة في الأدب السنغمي المبكر (نحو عام 150 م) إلى أن أوائل ملوك السلالة قد عُرفوا قبل عام 100 م. وثمة أيضًا ملاحظات مقتضبة حول أرض تشولا وبلداتها وموانئها وتجارتها قدّمتها رحمانية بحر إريترا (باللاتينية: Periplus Maris Erythraei، بالإنجليزية: Periplus of the Erythraean Sea)، وأعمال الجغرافي بطليموس الأحدث قليلًا. وتعيد الماهافاسما، وهي نص بوذي دُوّن خلال القرن الخامس للميلاد، تعدادَ عدد من النزاعات التي نشبت بين سكان سيلان وسلالة تشولا في القرن الأول قبل الميلاد. وإضافة إلى ذلك، فقد ورد ذكر سلالة تشولا في أعمدة أشوكا (التي نُقشت بين عامي 273 و232 ق. م.)، بين الممالك التي كانت على علاقة طيبة مع أشوكا رغم أنها لم تكن بين رعاياه.
ثمة رأي شائع يعتقد أن تشولا، مثل تشيرا وبانديا، هو اسم العائلة أو العشيرة الحاكمة من العصور السحيقة. ولقد قال الباحث وواضع الحواشي باريميلازاغار: «إن إحسان ذوي النسب العتيق (مثل سلالات تشولا وبانديا وتشيرا) غزير ومعطاء دائمًا على الرغم من مواردهم المتناقصة». وثمة أسماء أخرى يشيع إطلاقها على سلالة تشولا، وهي كيلي (بالتاميلية: கிள்ளி، بالإنجليزية: Killi) وفالافان (بالتاميلية: வளவன்، بالإنجليزية: Valavan) وسيمبيان (بالتاميلية: செம்பியன்، بالإنجليزية: Sembiyan) وسيني (بالإنجليزية: Cenni). ربما كان اسم كيلي مشتقًا من كلمة كيل (بالتاميلية: கிள்) والتي تعني الحفر أو الشق فيتشكل بالتالي معنى الحفار أو من يعمل بالأرض. وكثيرًا ما تشكل هذه الكلمة جزءًا لا يتجزأ من أسماء ملوك تشولا الأوائل مثل نيدونكيلي ونالانكيلي وهلم جرًا، لكن استخدامها بطل تقريبًا في الفترات اللاحقة. أما فالافان فلها صلة على الأرجح بكلمة «فالام» (بالتاميلية: வளம்) -بمعنى الخصوبة- ليصبح معناها مالك البلاد الخصبة أو حاكمها. وتؤخذ كلمة سيمبيان عمومًا بمعنى من يتحدر من نسل شيبي، وهو بطل أسطوري تتربع تضحيته بنفسه لإنقاذ حمامة من صقر يطاردها في مكانة بارزة بين أساطير تشولا الأولى وتشكل مادة موضوع قصة سيبي جاكاتا ضمن حكايات جاكاتا البوذية. وفي المعجم التاميلي، يقابل كلمةَ تشولا كلمةُ سوازي أو سايي (بالإنجليزية: Soazhi or Saei) بما يدل على مملكة متشكلة حديثًا، على غرار بانديا أو البلاد القديمة. أما سيني، فتعني رأس في التاميلية.

## قوة سلالة تشولا
القوة الجديدة للسلالة العالم الشرقي بعثت من قبل بعثة إلى جانج التي تعهد راجا تشولا الأول بإطاحتها بعد الحرب الأهلية بسبب الإمبراطورية السوفيايا البحرية فضلا عن
السفارات المتكررة للصين. خلال 1010-1200 ميلادي امتدت أراضي تشولا من جزر المالديف في الجنوب حتى الشمال عند ضفاف نهر جودافارى في ولاية أندرا برديش.
ولقد غزا راجا راجا تشولا شبه الجزيرة الجنوبية والهند، وقام بضم أجزاء سريلانكا (الآن) واحتلال جزر المالديف.
ثم أرسل راجندرا تشولا بعثة استكشافية إلى شمال الهند
قرب نهر الغانج التي هزمت حاكم إمبراطورية بالا(Pala) في باتاليبيوترا وماهيبالا. كما أانه غزا بنجاح ممالك أرخبيل الملايو.
بدأت سلالة تشولا بالتدني تدريجياً في بداية
القرن الثالث عشر بسبب صعود سلالة بوندياس وهم السبب الأول لسقوط سلالة تشولا. لقد تركت سلالة تشولا تراثاً مهماً وهي لغة التاميل (وهي لغة تم إنشائها بسبب حكم
التشولا من القرن التاسع حتى القرن الثالث عشر في جنوب الهند، كانوا ملوك التشولا متعطشين لبناء المعابد والأوثان لعبادة الأصنام، وقد أسفر حماسهم في بناء المعابد
ذات البناء المميز عن استخدامها ليس فقط في أماكن للعبادة ولكن أيضاً باعتبارها مراكز للنشاط الاقتصادي.

## الإدارة والمجتمع

### إقليم تشولا
وفقًا للتقاليد التاميلية، كانت دولة تشولا تضم المنطقة التي تضم حاليًا مقاطعة تيروتشيرابالي، ومنطقة تيروفارور، ناجاباتينام، أريالور، بيرامبالور، بودوكوتاي، ثانجافور وكاراكال. يسيطر نهر كافيري وروافده على أراضي البلد إذ ينحدر تدريجيًا نحو البحر، دون أن يقطع التلال أو الوديان الرئيسية. كان للنهر، المعروف أيضًا باسم نهر بوني (الذهبي)، مكانة خاصة في ثقافة تشولا. كانت الفيضانات السنوية في كافيري مناسبة للاحتفالات التي تشارك بها الأمة بأكملها.
كانت كافيريبومباتينام على الساحل مدينة ساحلية رئيسية. علم بطليموس أنها بالإضافة إلى ميناء مدينة ناجاباتينام تعد أهم مراكز تشولاس. أصبحت هاتان المدينتان مركزين للتجارة وجذبتا العديد من المعتقدات الدينية، بما في ذلك البوذية. وجدت السفن الرومانية طريقها إلى هذه الموانئ. عُثر على عملات رومانية تعود إلى القرون الأولى من العصر المشترك بالقرب من دلتا كافيري.
كانت المدن الرئيسية الأخرى هي ثانجافور وأوريور وكودانثاي، المعروفة الآن باسم كومباكونام. بعد أن نقل راجيندرا تشولا عاصمته إلى جانجاكوندا تشولابورام، فقدت ثانجافور أهميتها.

### الحكومة
خلال عصر حكم تشولا، وُضع جنوب الهند بالكامل لأول مرة تحت حكم حكومة واحدة.
كان نظام الحكم ملكيًا، كما في عصر سانجام. بغض النظر عن العاصمة المبكرة في ثانجافور والعاصمة اللاحقة في جانجايكوندا تشولابورام، كانت كانتشيبورام ومادوراي تعتبر عواصم إقليمية عُقدت فيها محاكم عرضية. كان الملك هو المرشد الأعلى سلطة. يتألف دوره الإداري من إصدار أوامر شفهية للضباط المسؤولين عند تقديم إقرارات له. بسبب عدم وجود هيئة تشريعية أو نظام تشريعي بالمعنى الحديث، فإن عدالة أوامر الملك تعتمد على أخلاقه وإيمانه. بنى ملوك تشولا المعابد ومنحوهم ثروة كبيرة، عملت المعابد ليس فقط كأماكن للعبادة ولكن أيضًا كمراكز للنشاط الاقتصادي، ما أفاد المجتمع ككل. مُنح إنتاج القرى في جميع أنحاء المملكة للمعابد التي أعادت استثمار بعض الثروة المتراكمة كقروض للمستوطنات. قُسّمت أسرة تشولا إلى عدة مقاطعات تسمى ماندالام والتي قُسّمت إلى فالانادوس ثم إلى وحدات تسمى كوتامس أو كوترامس.
قبل حكم راجاراجا تشولا، كانت أجزاء كبيرة من الإقليم يحكمها أمراء بالوراثة وأمراء محليون كانوا في تحالف مع حكام تشولا. بعد ذلك، حتى عهد فيكراما تشولا في عام 1133 عندما كانت سلطة تشولا في ذروتها، اختفى هؤلاء الأمراء تقريبًا من سجلات تشولا واستُبدلوا أو تحولوا إلى مسؤولين تابعين. من خلال هؤلاء المسؤولين التابعين، تحسنت الإدارة وتمكّن ملوك تشولا من ممارسة سيطرة أكبر على أجزاء مختلفة من الإمبراطورية. كان هناك توسع في الهيكل الإداري، خاصة منذ عهد راجاراجا تشولا الأول وما بعده. كان لدى الحكومة في ذلك الوقت إدارة كبيرة لإيرادات الأراضي، تتكون من عدة مستويات، والتي كانت معنية إلى حد كبير بإدارة الحسابات. أُجري تقييم وتحصيل الإيرادات من قبل هيئات اعتبارية وأحيانًا من قبل الزعماء المحليين الذين نقلوا الإيرادات إلى المركز. في عهد راجاراجا تشولا الأول، بدأت الدولة مشروعًا ضخمًا لمسح الأراضي وتقييمها، وكان هناك إعادة تنظيم للإمبراطورية في وحدات تُعرف باسم فالانادوس.
أُبلغ أمر الملك أولًا من قبل المسؤول التنفيذي إلى السلطات المحلية. بعد ذلك، جرى تحرير الصفقة والتصديق عليها من قبل عدد من الشهود الذين كانوا إما من أقطاب المنطقة أو ضباط حكوميين.
على مستوى الحكومة المحلية، كانت كل قرية وحدة تتمتع بالحكم الذاتي. شكّل عدد من القرى كيانًا أكبر يُعرف باسم كرام أو نادو أو كطام، اعتمادًا على المنطقة. خضعت هذه الهياكل للتغيير المستمر والصقل طوال فترة حكم تشولا.
كانت العدالة في الغالب مسألة محلية في إمبراطورية تشولا. سُوّيت الخلافات الطفيفة على مستوى القرية. كانت عقوبة الجرائم الصغيرة على شكل دفع غرامات أو توجيه للجاني بالتبرع لبعض الجمعيات الخيرية. حتى جرائم مثل القتل غير العمد كان يعاقب عليها بالغرامات، أما جرائم الدولة، مثل الخيانة، يسمعها الملك ويقرر الحكم؛ كانت العقوبة النموذجية في هذه الحالات إما الإعدام أو مصادرة الممتلكات.

### الجيش
امتلكت أسرة تشولا جيشًا قويًا كان الملك هو القائد الأعلى لها. كانت تتألف من أربعة عناصر، سلاح الفرسان والأفيال وعدة فرق من المشاة والبحرية. كانت هناك أفواج من رماة السيوف بينما كان المبارزون أكثر القوات التي يمكن الاعتماد عليها. انتشر جيش تشولا في جميع أنحاء البلاد وتمركز في حاميات محلية أو معسكرات عسكرية تعرف باسم كوداجامس. لعبت الأفيال دورًا رئيسيًا في الجيش وكان للسلالة العديد من فيلة الحرب. إذ حملوا المنازل الضخمة على ظهورهم، مليئة بالجنود الذين أطلقوا السهام من مسافات بعيدة كما قاتلوا بالحراب من مسافات قريبة.
بنى حكام تشولا العديد من القصور والتحصينات لحماية مدنهم. كانت التحصينات في الغالب مصنوعة من الطوب ولكن استُخدمت مواد أخرى مثل الحجر والخشب والطين. وفقًا لنص التاميل القديم سيلاباديكارام، دافع ملوك التاميل عن حصونهم بالمقاليع التي ألقت بالحجارة والمراجل الضخمة من الماء المغلي أو الرصاص المنصهر والخطافات والسلاسل والفخاخ.
استخدم جنود أسرة تشولا أسلحة مثل السيوف والأقواس والرماح والدروع المصنوعة من الفولاذ. على وجه الخصوص، يبدو أن فولاذ ووتز الشهير، الذي له تاريخ طويل في جنوب الهند يعود إلى فترة ما قبل العصر المسيحي، استُخدم أيضًا في إنتاج الأسلحة. تألف الجيش من أفراد من طبقات مختلفة، لكن المحاربين من طوائف كايكولار وفيلالار لعبوا دورًا بارزًا.
لعبت القوة البحرية دورًا حيويًا في توسع الإمبراطورية، بما في ذلك غزو جزر سيلان والغارات البحرية على سريفيجايا. نمت البحرية من حيث الحجم والمكانة خلال عهد تشولا في العصور الوسطى. حظي أميرال تشولا بالكثير من الاحترام والمكانة. كما عمل قادة البحرية كدبلوماسيين في بعض الحالات. من عام 900 إلى 1100، نمت البحرية من كيان صغير في المياه المنعزلة إلى كيان قوة قوية ورمز دبلوماسي في جميع أنحاء آسيا، ولكن تقلصت أهميتها تدريجيًا عندما خاض تشولاس معارك برية لإخضاع تشالوكياس في منطقة أندرا كانادا في جنوب الهند.
رعى حكام تشولا أحد الفنون القتالية المسمى سيلامبام. تذكر نصوص التاميل القديمة والعصور الوسطى أشكالًا مختلفة من التقاليد القتالية، لكن التعبير النهائي عن ولاء المحارب لقائده كان شكلًا من أشكال الانتحار العسكري يسمى نافاكاندام. يصف نص كالينجاثو باراني في العصور الوسطى، والذي يحتفل بانتصار كولوثونجا تشولا الأول وجنراله في معركة كالينجا، هذه الممارسات بالتفصيل.

## الصور

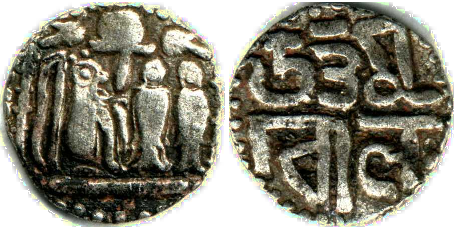
قطعة نقدية من الفضة وجدت في سريلانكا تبين شارة النمر لقبيلة التشولا في غرينثا تاميل
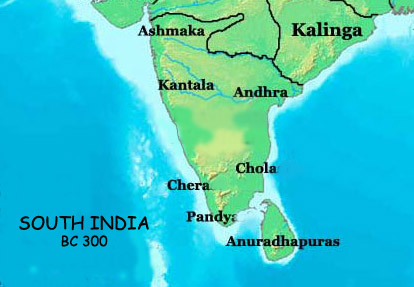
جنوب الهند في عام 300 قبل الميلاد، تبين أماكن قبائل التشيرا، بانديا وتشولا
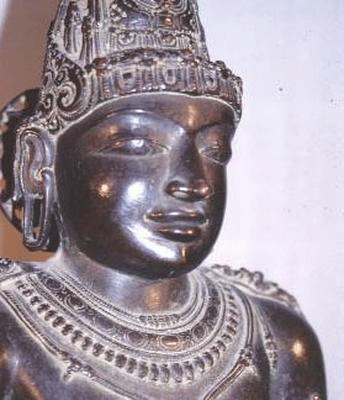
تفاصيل تمثال راجا راجا تشولا في معبد براهادرسفارا قرب ثانجافور
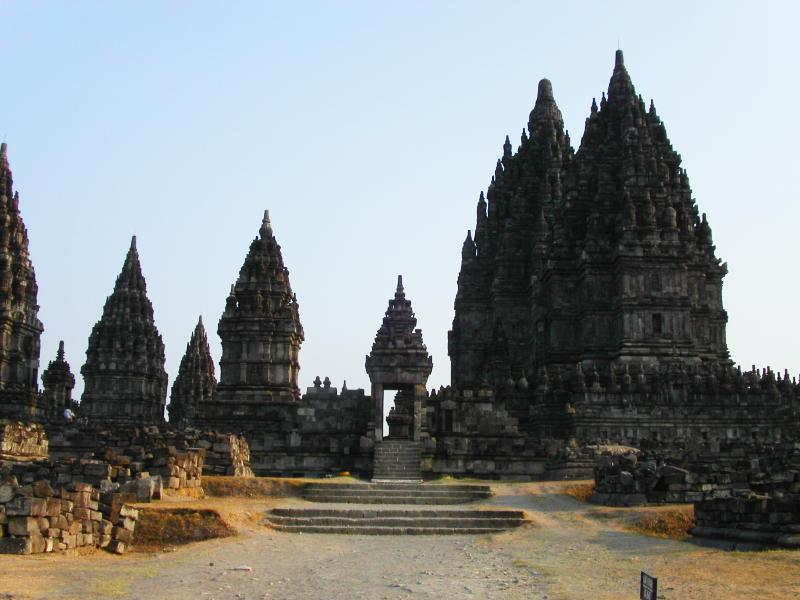
معبد هندوسي معقد في مجمع برامبانان عند جاوة تضهر بوضوح التأثيرات المعمارية الدرفيدية
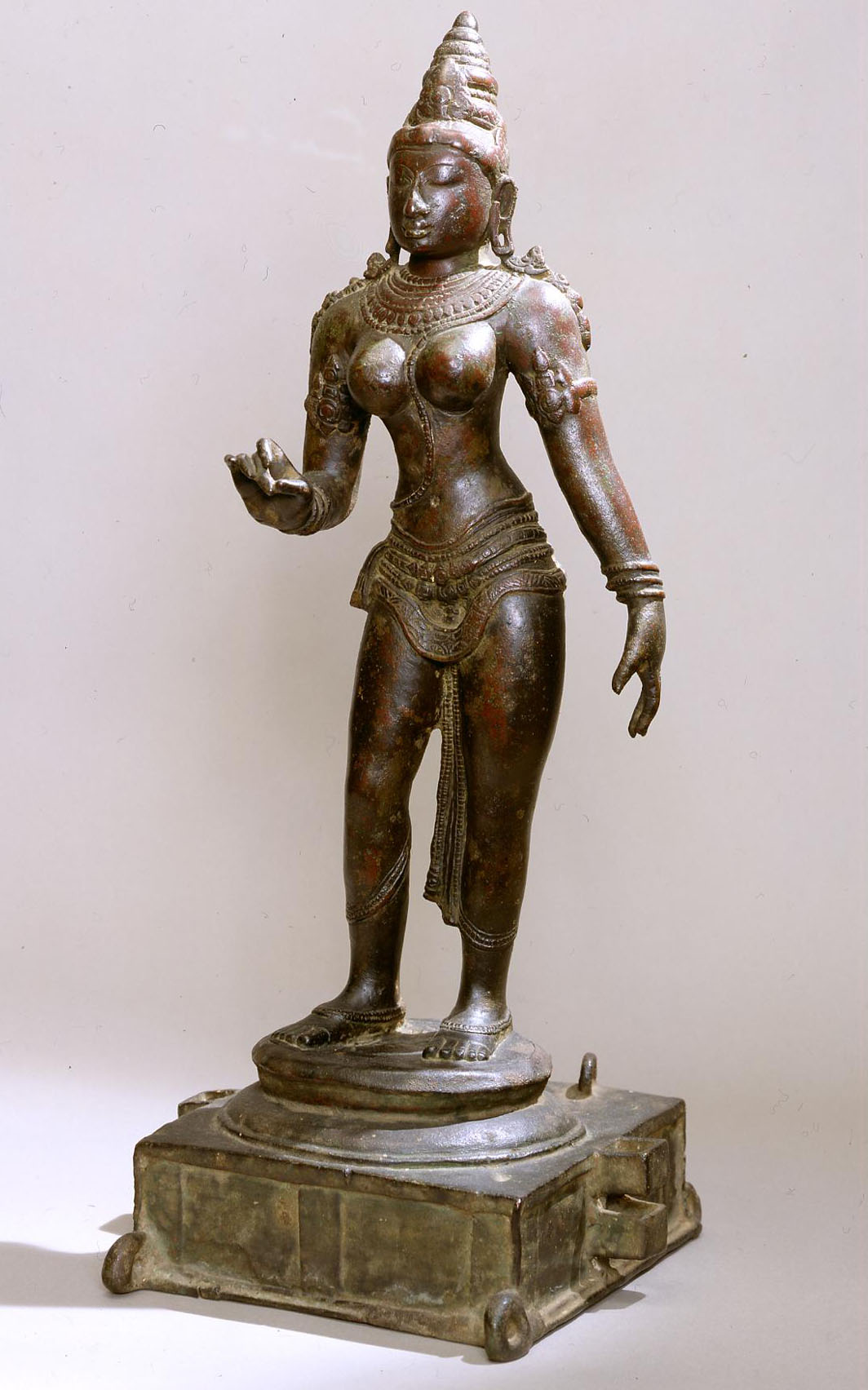
تشولا برونزية من متحف ألستر

## انظر ايضا
علم تشولا